# محمدباقر باقری‌نژادیان‌فرد
محمدباقر باقری‌نژادیان (زادهٔ ١٣٢٨ – درگذشته ۶ فروردین ۱۴۰۰) نماینده اصلاح طلب مردم کازرون در مجلس ششم و مجلس سوم (جمهوری اسلامی) بود. تحصیلات دانشگاهی وی لیسانس ریاضی از دانشگاه تبریز بود که سالهای متمادی در دبیرستانهای کازرون به تدریس و آموزش ریاضی پرداخت و در کنار تدریس و تعلیم و تربیت، فعالیتهای مذهبی و ایدیولوژیکی در بین دانش آموزان ودانشجویان وجوانان شهر کازرون داشت.او در تحصن و استعفاء جمعی از نمایندگان مجلس ششم حضور داشت و در سال ۱۳۸۵ میلادی به دادگاه احضار شد.

## مواضع و دیدگاهها در دوران نمایندگی مجلس
وی در زمان حضور در دوره سوم مجلس شورای اسلامی طی نطق پیش از دستور  (مورخ ۱۳۶۹/۱۰/۱۶) درباره حمله نیروهای ائتلاف به عراق چنین اظهار نظر کرد:
... در عصر قیام لله و بیداری ملتها، گوساله پرستان آمریکایی و اروپایی و اسرائیلی برای تضمین ادامه غارت منابع ما به ویژه طلای سیاه، سرزمین های مقدس الهی را اشغال کرده اند... سربداران قیام لله... با استراتژی لیزری الهی [!] سر شیاطین ثلاث را (آمریکای جهانخوار- غاصبین خونخوار و آل سعود مکار) به سنگ نیستی می کوبند.... تجهیزات شیطان بزرگ را به غنیمت می گیرند و با رهایی فلسطین و حرمین شریفین سردمداران استکبار جهان افروز را تا کاخهای سیاهشان تعقیب نموده و تا شکستن شیشه عمر ظالمان و مفسدان دست از سرشان برنخواهند داشت...

در همان مجلس در تاریخ ۱۳۶۹/۱۲/۲۸ طی نطقی درباره ولایت فقیه گفته بود: 
اگر علما و مسؤولین فعلی جامعه از خرداد ۴۲ تا خرداد ۶۸ از روح خدا ، ولی فقیه زمان، ... اطاعت مطلوب می‌کردند امروز ما صدها و هزاران ولی فقیه در جامعه داشتیم و در جهان اسلام از آن‌ها بهره می‌جستیم [!!]... ولایت فقیه، ولایت قرآن، ولایت انبیاء و اولیاء و در نهایت ولایت خدا برای آن است که انسان‌ها گرفتار ولایت ابلیس و شیاطین نشوند و به ولایت مطلقه‌ی الهی یعنی بندگی محض خدا که هدف آفرینش جهان که سعادت مطلق انسان در آن است برسند. 
در دوره ششم مجلس، باقری‌نژادیان و ۱۲۶ تن دیگر از نمایندگان مجلس اقدام به انتشار نامه‌ای سرگشاده خطاب به سید علی خامنه ای نموده و طی آن به زعم خود خواستار نجات کشور از شرایط بحرانی  شدند. انتشار این نامه در زمان حمله آمریکا به عراق در بهار سال ۱۳۸۲ شمسی و سقوط صدام حسین صورت پذیرفت.

## انتخابات ریاست جمهوری ایران (۱۳۸۸)
محمدباقر باقری‌نژادیان‌فرد در هنگام انتخابات ریاست جمهوری ایران (۱۳۸۸) از هواداران میرحسین موسوی بود و در اعتراضات مردم ایران به نتایج انتخابات ریاست جمهوری (۱۳۸۸) نیز حضور داشت.

### قتل فاطمه باقری‌نژادیان‌فرد
فاطمه باقری‌نژادیان‌فرد فرزند محمدباقر باقری‌نژادیان فرد در مرداد ماه سال ۱۳۹۰ کشته شد. فاطمه باقر باقریان نژادیان فرد، ۲۸ ساله، دانشجوی سال آخر مهندسی دانشگاه علم و صنعت از هواداران کاندیداتوری میرحسین موسوی در انتخابات ریاست جمهوری سال ۸۸ بوده است.
محمدباقر باقری‌نژادیان فرد به یک تارنمای محلی در شهرستان کازرون گفته بود که دخترش ساعت هفت صبح روز پنج‌شنبه ششم مرداد ۱۳۹۰ به قصد «هواخوری» از منزل خارج شده و پس از ۲۴ ساعت که خانوادهٔ وی در جستجوی دختر ۲۸ ساله خود بودند، جسد او حدود ساعت هفت صبح جمعه هفتم مرداد در کوه‌های اطراف شهر ری پیدا شده است.
محمدباقر باقری‌نژادیان فرد در خصوص علت کشته شدن دخترش می‌گوید: «فاطمه در اعتراضات مردمی پس از انتخابات شرکت می‌کرد اما آنقدر فعال نبود که بخواهد کشته شود. به ما اول گفتند که علت مرگ طبیعی بوده، بعد گفتند به خاطر خوردن قرص برنج بوده است اما من یقین دارم که او توسط نیروهای امنیتی کشته شده اما اینکه چرا و چگونه، نمی‌دانم. شاید به دلیل نگرش‌های اصلاح طلبانه من یا به دلیل اینکه خود دخترم در جریانات پس از انتخابات شرکت می‌کرد. من بارها برای پیگیری پرونده دخترم تهدید به سکوت شدم آیا این یک نشانه نیست؟»